# Božji oklep
Božji oklep (poenostavljena kitajščina 龙兄虎弟, pinjin Lóng Xiōng Hǔ Dì) je hongkonški akcijsko-komični film iz leta 1986, ki ga je napisal in režiral Jackie Chan ter v njem odigral tudi glavno vlogo.
Zgodba, ki spominja na pustolovske filme o Indiani Jonesu, spremlja protagonista Jackieja, ki potuje po Evropi in išče skrivnostni zaklad. Film je znan po tem, da je bil večinoma posnet na lokacijah v današnji Sloveniji in na Hrvaškem, še bolj pa po tem, da je Chan zaradi nesreče med snemanjem skoraj umrl.

## Zgodba
Jackie, znan pod vzdevkom »Azijski sokol«, je nekdanji glasbenik, ki postane pustolovec in lovec na zaklade. Na odpravi v Afriki od lokalnega plemena ukrade dragocen meč in ga da na dražbo, kjer ga odkupi May Bannon (Lola Forner), lepa hči grofa Bannona (Božidar Smiljanić). Kasneje stopi z njim v stik član njegove nekdanje skupine, Alan (Alan Tam), ki ga prosi za pomoč: njegovo ljubico Lorelei (Rosamund Kwan) so ugrabili člani zlobnega verskega kulta, da bi prek nje izsilili Jackiejevo sodelovanje. Lastijo si namreč dva kosa legendarnega »Božjega oklepa«, od Jackieja pa pričakujejo, da jim bo prinesel preostale tri kose in meč. Jackie in Alan se dogovorita z grofom Bannonom, ki ima v lasti te kose: od njega si sposodita kose za nalogo rešitve Lorelei, v zameno za obljubo, da bosta prinesla cel oklep grofu, ter pod pogojem, da gre May z njima.
Jackie, Alan in May odpotujejo v severno Jugoslavijo, kjer ima kult skriven samostan v jamskem gradu. Vdrejo v skrivališče in neopaženi rešijo Lorelei, vendar pa so vodje kulta pričakovali njihov prihod in so oprali možgane Lorelei, ki je zdaj pod njihovim nadzorom. V počitniški hiši Bannonov Lorelei zadrogira Alana in ga pripravi do tega, da ukrade tri kose oklepa. Jackie se zato splazi nazaj v samostan in reši svoje prijatelje. Alan in Lorelei uideta, Jackie pa ubrani napad pripadnikov kulta in odkrije Božji oklep v jami. A še preden mu uspe vzeti oklep, se pojavi Veliki Mag, ki nadenj spusti svoje štiri morilke. V dolgotrajnem spopadu jih Jackie premaga, izkoriščajoč njihove visoke pete kot šibkost. Nato ga obkolijo preostali Magovi možje. Jackie takrat razkrije, da nosi jopič, opasan s palicami dinamita, in zagrozi, da bo vrgel v zrak celoten samostan. Nekaj časa blefira, nato pa po nerodnem zares prižge vžigalno vrvico, zato vrže jopič od sebe in zbeži iz samostana.
Eksplozija medtem povzroči, da se samostan sesede in pod seboj pokoplje kult ter Božji oklep. Jackie steče iz jame in opazi Alana, Lorelei in May v toplozračnem balonu v bližini. Z drznim skokom z vrha jame pristane na vrhu balona, nakar vsi uidejo.

## Produkcija
Film je bil večinoma posnet na lokacijah na Hrvaškem in v Sloveniji, ki sta bili takrat del Jugoslavije. V Sloveniji sta kot lokacija služila Predjamski grad in Brežice z gradom. Sodelovalo je večje število lokalnih terenskih pomočnikov in statistov, pa tudi nekaj igralcev s pomembnejšimi stranskimi vlogami, predvsem hrvaška igralca Božidar Smiljanić (kot grof Bannon) in Boris Gregorič.
V Predjamskem gradu ali v hrvaškem Samoborju (verjetneje v slednjem) se je zgodila usodna nesreča, v kateri se je Chan huje poškodoval: med snemanjem začetnega dela, v katerem glavni junak beži pred črnci v grajskih ruševinah, bi moral skočiti z drevesa na zid, a se mu je zlomila veja, zato je zgrmel 12 metrov v globino ter si na skalah počil lobanjo.

## Izid in odziv
V domovini je bil film uspešnica in je bil tretji najuspešnejši film 1980. let po številu gledalcev. V Združenih državah Amerike je izšel šele leta 1998 v distribuciji Dimension Films pod zavajajočim naslovom Operation Condor II: The Armour of the Gods, a le neposredno za domači video, brez distribucije v kinematografih. Ameriška različica je bila sinhronizirana v angleščino, deset minut krajša in z novo glasbeno podlago. Božji oklep II: Operacija Kondor je sicer naslov nadaljevanja, ki je izšlo leta 1991.